# Felipe de la Gándara
Fray Felipe de la Gándara y Ulloa (Allariz, Orense, 1596-Madrid, 18 de octubre de 1676) fue un eclesiástico regular agustino español, historiador y genealogista, del siglo XVII.

## Biografía
De familia noble, descendiente del caballero portugués Men Moñiz de Ganderey, Gandarei, Gandaris o de la Gándara, radicado en Limia y de la época de Alfonso VII, ingresó como novicio en el convento de padres agustinos de Salamanca y allí profesó en 1615. Fue prior de varios monasterios de su orden, donde se dedicó además a la enseñanza como maestro. La Junta del Reino de Galicia lo nombró cronista general de los reinos de León y Galicia en 1656 y su primera obra de historia gallega fue el Epítome imperial, del que publicó 93 pliegos. Sin embargo sobresale en especial su Armas y Triunfos. Hechos heroicos de los hijos de Galicia, un alegato en defensa de la nobleza gallega y su origen en que ensalza en especial los servicios prestados por el Reino de Galicia en la guerra con Portugal (1640-68); en definitiva, una destacada obra genealógica publicada en 1662 que recurre entre sus muy variadas fuentes a Estrabón, Plinio, San Agustín, Alfonso X el Sabio, Antonio de Nebrija o Florián de Ocampo. Aunque ya advirtió Luis Salazar y Castro que “en las antigüedades de este autor es menester cuidado, porque aplicó las cosas a su gusto”, se esforzó bastante en hallar la verdad, pese al crédito que le merecían los falsos cronicones de Jerónimo Román de la Higuera y Juan Tamayo de Salazar. En 1667 apareció Nobiliario, Armas y triunfos de Galicia, ampliación de la obra anterior, y ya póstumos se imprimieron en 1677 los dos volúmenes de su El cisne Oriental canta las palmas y triunfos eclesiásticos de Galicia.
También escribió Varones ilustres; Origen y antigüedad de la Casa de Ola y otra obra genealógica, la Descripción, armas, origen y descendencia de la muy noble, y antigua Casa de Calderón de la Barca (1661). Además redactó dos relaciones inéditas a Lorenzo Ramírez de Prado sobre León V de Armenia.
Felipe de la Gándara es considerado por el polígrafo Benigno Teijeiro Martínez el primer historiador que toma la historia de Galicia como un todo separado e independiente.

## Obras
- Epítome imperial
- Armas y triunfos. Hechos heroicos de los hijos de Galicia. Elogios de su nobleza y de la mayor de España y Europa. Resumen de los servicios que este Reino ha hecho a la Magestad del Rey Felipe IV nuestro Señor, Madrid: a costa de Antonio de Riera, por Pablo de Val, 1662; reimpreso en 1677 y en facsímil en 1970 en la colección Bibliófilos Gallegos con introducción de José Filgueira Valverde. Hay edición moderna de Vigo: Xuntanza Editorial, [1987], 2 vols.
- Nobiliario, Armas y triunfos de Galicia, hechos heroicos de sus hijos, y elogios de su nobleza y de la mayor de España, y Europa: dedicado al maestre de campo don Antonio López de Quiroga, Madrid: Julián de Paredes, 1667.
- Descripción, origen y descendencia de la muy noble y antigua casa de Calderon de la Barca : continuadas sus sucessiones hasta don Fernando Calderon de la Barca, Cauallero del Abito de Santiago..., Madrid: José Fernández de Buendía, 1661; se reimprimió en Madrid: Juan de Zúñiga, 1753.
- El Cisne occidental canta las palmas y triunfos eclesiásticos de Galicia: ganados por sus hijos insignes, santos y varones ilustres e ilustrissimos mártires, pontifices, vírgenes, confessores, doctores y escritores que los han merecido en la iglesia militante para reina con Dios en la triunfante: obra póstuma, Madrid: Julián de Paredes, sin año, (pero 1677 o 1678), dos vols.
- Varones ilustres; Origen y antigüedad de la Casa de Ola
- Primera parte de la historia hierofisotópica de la muy católica provincia, antiguo y nobilísimo reino de Galicia, discurrida por las seis edades del mundo hasta el año MDCL... (¿1651?)
- Tabla de los libros y capítulos de la Historia eclesiástica de Galicia...